# Kytoon

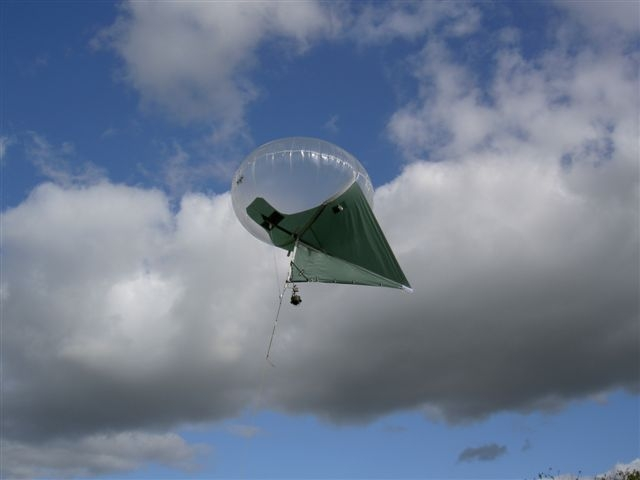
Kytoon

Kytoon (zbitka wyrazowa kite i baloon – latawiec i balon) – hybrydowy statek powietrzny na uwięzi, który do lotu wykorzystuje zarówno statyczną siłę wyporu (jak balon), jak i siłę nośną oddziaływania powietrza (jak latawiec). Balono-latawiec został wynaleziony i opatentowany przez Domina Jalberta w 1944. Podstawową zaletą kytoona w porównaniu z zarówno balonami, jak i latawcami jest większa stabilność lotu. Kytoony mają zastosowania cywilne i wojskowe.

## Historia
Koncepcja kite baloon została opracowana przez Domina Jalberta i opatentowana w 1944, w późniejszym czasie wynalazek Jalberta znany był jako kytoon. W 1945 Jalbert otrzymał drugi patent na jego wynalazek.
Współcześnie kytoony dostępne są komercyjnie, produkowany jest na przykład model Allsopp Helikite.

## Zalety
Balono-latawce są znacznie bardziej stabilne od latawców i balonów.
Balon na uwięzi wędruje wraz z wiatrem, tym dalej im silniej wieje wiatr, co powoduje, że balon obniża się. W porównaniu z balonem ⁣siła nośna wytworzona kształt kytoona przeciwdziała spychaniu go w dół i bardziej utrzymuje go w miejscu.
Latawce są bardzo wrażliwe na siłę i kierunek wiatru, zmienny wiatr może powodować znaczne obniżenie lotu latawca. W porównaniu z latawcem siła wyporu kytoona powoduje, że nie traci on wysokości nawet w przypadku ustania wiatru.

## Zastosowanie
Kytoony mają liczne zastosowania, takie jak:
- unoszenie anten radiowych[5]
- reklamy komercyjne
- fotografia powietrza z małych wysokości
- pomiary meteorologiczne[6]
- platforma radarowa[7]